# Romola Garai

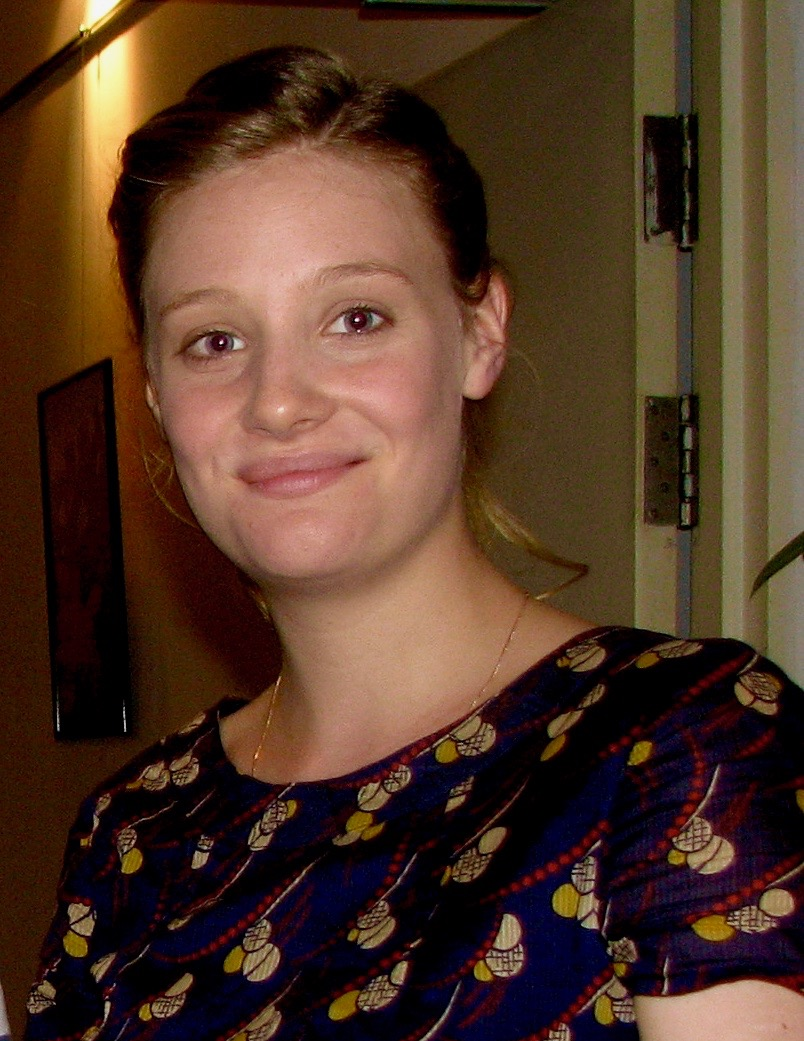
Romola Garai (2007)

Romola Sadie Garai (* 6. August 1982 in Hongkong, britische Kronkolonie) ist eine britische Schauspielerin.

## Leben und Karriere
Garai – die ungarisch-jüdische Vorfahren hat – wuchs unter anderem in Singapur und Hongkong auf. Sie ist eine Urenkelin von Bert Garai (1890–1973), dem Gründer der Keystone-Bildagentur.
Ursprünglich als Sängerin und Musikerin entdeckt, startete Garai ihre Spielfilmkarriere im Jahr 2000 mit dem Fernsehfilm Die legendären blonden Bombshells. In dem preisgekrönten Drama agierte sie neben Judi Dench, Leslie Caron und Olympia Dukakis. Es folgten weitere Rollenangebote in Kinoproduktionen auf beiden Seiten des Atlantiks, darunter Historienfilme wie Nicholas Nickleby (2002), aber auch zeitgenössischen Dramen wie Inside I’m Dancing (2004), in dem sie das Objekt der Begierde eines spastisch gelähmten Jugendlichen – gespielt von Steven Robertson – mimt. Der Part der Siobhan brachte ihr 2005 den Preis der Londoner Filmkritiker als Beste Nebendarstellerin des Jahres ein. Einem großen US-Publikum wurde sie 2004 durch die weibliche Hauptrolle neben Diego Luna in dem Tanzfilm Dirty Dancing 2 bekannt, der sich lose an die Handlung des Welterfolgs Dirty Dancing (1987) anlehnt. 2007 spielte sie neben James McAvoy und Keira Knightley die Rolle der erwachsenen Briony in Abbitte. Für die Titelrolle in dem Fernsehmehrteiler Emma (2009) – einer Verfilmung des gleichnamigen Romans von Jane Austen – erhielt sie 2011 eine Golden-Globe-Nominierung als Beste Hauptdarstellerin in einer Mini-Fernsehserie oder Fernsehfilm. In der Filmbiografie Miss Marx von Susanna Nicchiarelli spielte sie 2020 als Eleanor Marx die Hauptrolle.
Garai ist seit 2014 mit ihrem Landsmann und Schauspielkollegen Sam Hoare verheiratet und hat mit ihm zwei Kinder.

## Filmografie (Auswahl)
- 2000: Die legendären blonden Bombshells (The Last of the Blonde Bombshells, Fernsehfilm)
- 2002: Daniel Deronda (Miniserie, 3 Episoden)
- 2002: Nicholas Nickleby
- 2004: Dirty Dancing 2 (Dirty Dancing: Havana Nights)
- 2004: Inside I’m Dancing
- 2004: Vanity Fair – Jahrmarkt der Eitelkeit (Vanity Fair)
- 2005: Mary Bryant – Flucht aus der Hölle (Mary Bryant, Miniserie, 2 Episoden)
- 2006: Scoop – Der Knüller (Scoop)
- 2006: As You Like It
- 2006: Amazing Grace
- 2007: Angel – Ein Leben wie im Traum (Angel)
- 2007: Abbitte (Atonement)
- 2008: Der Andere (The Other Man)
- 2009: Emma (Miniserie, 4 Episoden)
- 2011: Zwei an einem Tag (One Day)
- 2011: Das karmesinrote Blütenblatt (The Crimson Petal and the White, Miniserie, 4 Episoden)
- 2011–2012: The Hour (Fernsehserie, 12 Episoden)
- 2013: The Last Days on Mars
- 2015: Suffragette – Taten statt Worte (Suffragette)
- 2020: Die Kinder von Windermere (The Windermere Children)
- 2020: Miss Marx
- 2021: Earwig
- 2022: Becoming Elizabeth (Fernsehserie)
- 2023: One Life
- 2023: Vigil (Miniserie, 2. Staffel)
- 2024: Scoop – Ein royales Interview (Scoop)